# شون هالوران
شون هالوران (بالإنجليزية: Shawn Halloran)‏ هو لاعب كرة قدم أمريكية أمريكي، ولد في 23 أبريل 1964 في غاردنر في الولايات المتحدة.

## وصلات خارجية
- شون هالوران على موقع مرجع كرة القدم المحترفة.كوم (الإنجليزية)